# Page web
La page web, ou page Web,,, est l'unité de consultation du World Wide Web. Ce terme a une signification pratique ; il n'a pas de définition technique formelle. Les pages web sont conçues pour être consultées avec un navigateur web. Elles sont identifiées par une adresse web.
Techniquement, une page web est généralement constituée d'un document rédigé en Hypertext Markup Language (HTML) pour la structure de base, d'images numériques, de feuilles de style en cascade (CSS) pour la mise en page, et de JavaScript pour la programmation informatique des fonctionnalités plus avancées.

## Utilisation

### Identification et accès

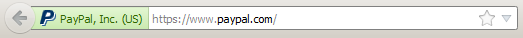
L'adresse web de la page d'accueil du site paypal.com, affichée dans la barre d'adresse d'un navigateur web.

L'accès à une page est donné par son adresse web, que l'on peut :
- entrer soi-même dans la barre d'adresse d'un navigateur web ;
- activer en suivant un hyperlien qui se trouve dans un document tel que :
  - une autre page web ;
  - une application mobile ;
  - un courrier électronique ;
  - un document électronique comme un PDF ou un document Microsoft Word.

### Modes de consultation
Les pages web sont généralement conçues pour être affichées sur un écran, moniteur d'ordinateur ou smartphone. Cependant, le langage HTML à la base de la plupart des pages Web a été conçu pour permettre la consultation avec des dispositifs variés : écrans de toute taille, terminal en mode texte, imprimante, dispositif braille, synthétiseur vocal. Le terme page est donc généralement réducteur, de par son potentiel d'interactivité avec l'utilisateur.

### Page d'accueil

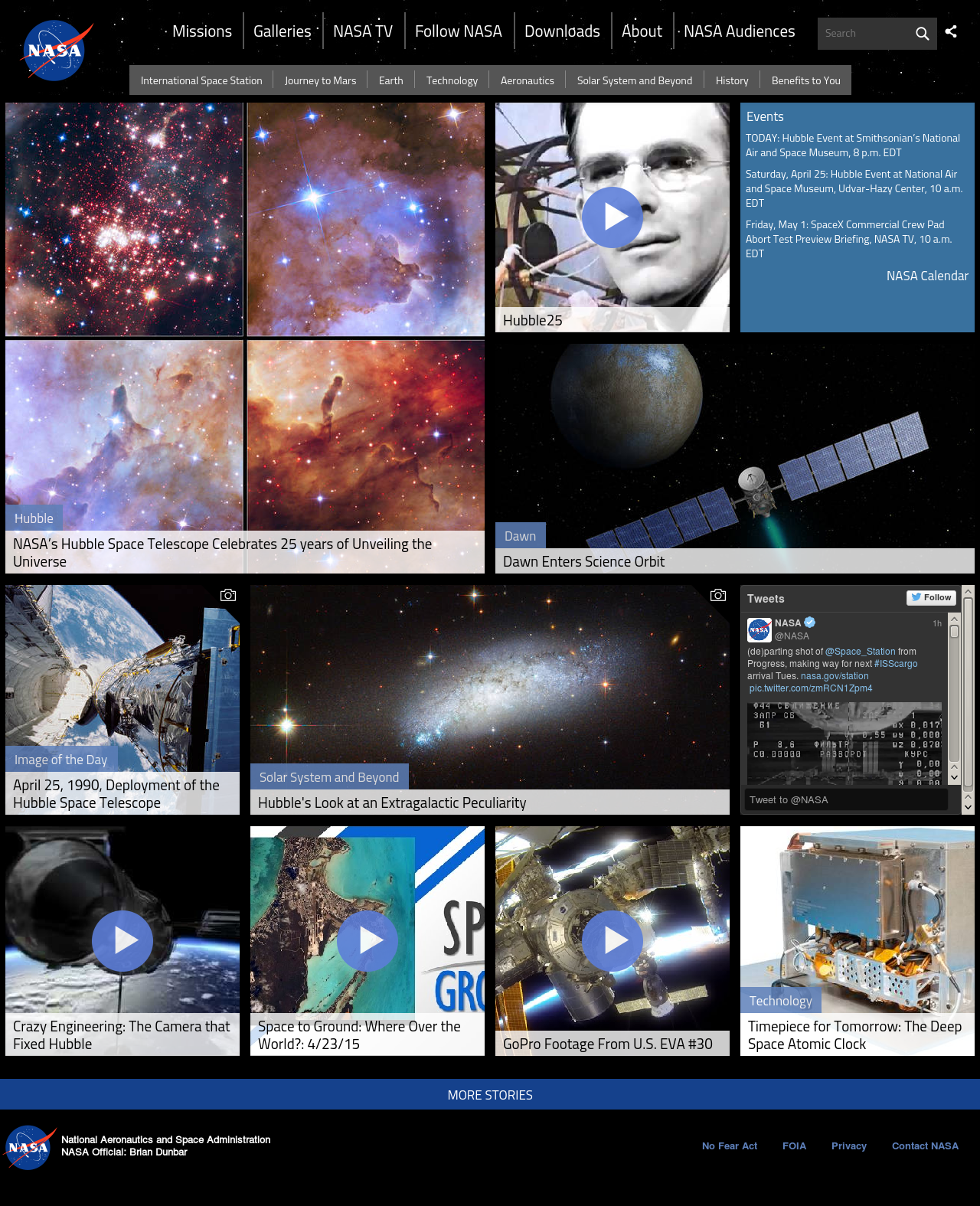
Page d'accueil du site web officiel de la NASA en 2015.

La page d'accueil d'un site web est la page correspondant à l'adresse racine du site. C'est la première page visitée par les visiteurs qui entrent par l'adresse du site. Cette page est souvent conçue pour présenter le site Web et donner des hyperliens vers les principaux services et informations.

## Bases techniques
Techniquement, une page Web est constituée d'une ou plusieurs ressources distinctes du World Wide Web. La principale ressource est généralement un document écrit dans le langage informatique HTML. HTML permet de contenir du texte, et de faire appel à d'autres ressources comme des images, des vidéos, des animations, du son, des applets et des documents inclus. Ces ressources sont identifiées par leur URL, ce qui permet d'intégrer dans une seule page des ressources provenant de n'importe quel serveur Web. Parfois le chargement d'une des ressources échoue, et la page doit être consultée sans être complète.

### Mise en page
Les langages HTML et CSS permettent aux navigateurs Web d'adapter le rendu de chaque page aux conditions locales de consultation : dimensions de la fenêtre, fontes de caractères disponibles, couleurs disponibles, préférences du visiteur. Entre un téléphone mobile et un écran de télévision en passant par la tablette et l'ordinateur personnel, ces conditions varient considérablement.
On appelle « design fluide » les méthodes de design qui permettent aux pages de s'adapter exactement à la largeur d'écran. On appelle « design adaptatif » (responsive en anglais) les méthodes qui permettent de changer profondément la mise en page selon la largeur de l'écran. Inversement, on appelle « design fixe » la méthode qui consiste à figer la taille de chaque élément de la page et à n'obtenir un rendu idéal que dans une fenêtre de dimensions précises, avec une taille de fonte précise.

### Création
Pour créer une page Web, un éditeur de texte ou un éditeur HTML spécialisé est nécessaire. Il faut ensuite enregistrer la page Web créée sur un serveur Web (hébergeur). Le design d’une page Web est personnel. Il est possible d’utiliser des modèles préfabriqués (templates). Les modèles de pages permettent au webmestre de se concentrer sur le contenu du site sans avoir à se préoccuper des problèmes de mise en forme. Une autre façon de créer une page Web est de télécharger et d’utiliser des programmes gratuits tels qu'un wiki, un système de gestion de contenu, ou un forum Internet. Ces systèmes permettent de créer rapidement et facilement des pages Web qui sont généralement des sites Web dynamiques.